# Discocarpus pedicellatus
Discocarpus pedicellatus är en emblikaväxtart som beskrevs av Pedro Fiaschi och Inês Cordeiro. Discocarpus pedicellatus ingår i släktet Discocarpus och familjen emblikaväxter. Inga underarter finns listade i Catalogue of Life.